# Jaspidella miris
Jaspidella miris är en snäckart som beskrevs av Olsson 1956. Jaspidella miris ingår i släktet Jaspidella och familjen Olividae. Inga underarter finns listade i Catalogue of Life.